# Хаџи Хамзалија
Хаџи Хамзалија (мкд. Хаџи-Хамзали) је насеље у Северној Македонији, у средишњем делу државе. Хаџи Хамзалија је село у саставу општине Штип.

## Географија
Хаџи Хамзалија је смештена у средишњем делу Северне Македоније. Од најближег града, Штипа, насеље је удаљено 18 km југозападно.
Насеље Хаџи Хамзалија се налази у историјској области Серта. Насеље је положено на побрђу изнад клисуре реке Брегалнице. Око насеља се пружа голет. Надморска висина насеља је приближно 360 метара.
Месна клима је блажи облик континенталне због близине Егејског мора (жарка лета).

## Становништво
Хаџи Хамзалија је према последњем попису из 2002. године била без становника.
Већинско становништво били су етнички Турци.
Претежна вероисповест месног становништва био је ислам.